# Bob Uecker
Robert George "Bob" Uecker (Milwaukee, Wisconsin; 26 de enero de 1934-Menomonee Falls, Wisconsin; 16 de enero de 2025) fue un beisbolista estadounidense que jugaba en la posición de cácher. Fue ganador de la Serie Mundial de 1964 de la MLB jugando para los St. Louis Cardinals. A partir de 1971 se convirtió en relator de los partidos de los Milwaukee Braves en la radio y en comentarista para la televisión de otros equipos. Debido a su carisma y su sentido del humor, también incursionó en la actuación en avisos comerciales, programas de televisión y películas.

## Trayectoria como beisbolista
Uecker, un nativo de Milwaukee, creció siguiendo como aficionado a los Milwaukee Braves. En 1954 ingresó al Ejército de los Estados Unidos, destacándose como beisbolista en el equipo del Fort Leonard Wood de Misuri primero y luego en el del Fort Belvoir de Virginia.
En 1956 regresó a su ciudad natal y fue contratado por los Milwaukee Braves, quienes lo enviaron a jugar con sus afiliados en las Ligas Menores de Béisbol. Tras seis años de competir en el sistema de desarrollo, en 1962 pudo finalmente hacer su debut en la Liga Mayor de Béisbol.
En abril de 1964 fue transferido a los St. Louis Cardinals, siendo campeón ese año de la Serie Mundial tras derrotar a los New York Yankees. Posteriormente jugaría para los Philadelphia Phillies, retornando a los Braves -ahora reubicados en Atlanta, Georgia- en 1967.
Uecker llegó a batear 14 cuadrangulares y a impulsar 74 carreras durante sus años en la Liga Mayor de Béisbol. 

## Carrera en los medios de comunicación

### Transmisión de partidos
En 1971 fue contratado por los Milwaukee Braves para relatar en la radio los partidos que el equipo jugase como local, tarea que realizó por más de cinco décadas. Asimismo también trabajó como comentarista para las cadenas de televisión ABC y NBC en transmisiones de partidos junto a Bob Costas y Joe Morgan entre otros. 
En 2003 le fue otorgado el Premio Ford C. Frick en reconocimiento a su labor de difusión del béisbol.
Su extensa participación como invitado en The Tonight Show Starring Johnny Carson en donde hacía permanentes referencias al béisbol llevó a que Johnny Carson lo apodase como "Mr. Baseball", denominativo por el que se hizo conocido para una gran parte del público estadounidense.

### Difusión de otros deportes
Entre 1985 y 1996 condujo el programa de televisión Bob Uecker's Wacky World of Sports en el que recopilaba y comentaba bloopers y curiosidades deportivas, incluyendo además viñetas cómicas protagonizadas por él. También condujo Bob Uecker's War of the Stars entre 1987 y 1988.
Invitado por la World Wide Wrestling Federation, en 1987 fue presentador de WrestleMania III, evento que contó con un memorable enfrentamiento entre Hulk Hogan y André The Giant. Al año siguiente fue convocado nuevamente como animador de WrestleMania IV. Aunque posteriormente no volvería a intervenir en los eventos de la WWWF, fue tan icónica su participación en el espectáculo que en el año 2010 fue incluido en el WWE Hall of Fame en señal de agradecimiento por lo que hizo por la difusión de la lucha libre profesional.

### Actuación
Uecker también incursionó en la actuación profesional, siendo el papel de George Owens en la sitcom Mr. Belvedere su interpretación más conocida. También hizo cameos personificándose a sí mismo en Who's the Boss?, D.C. Follies y LateLine, y apareció en las comedias Fatal Instinct y en la trilogía Major League, Major League II y Major League: Back to the Minors. Como actor de voz participó del largometraje De vuelta a casa 2: Perdidos en San Francisco y de las series de televisión animadas Teacher's Pet, Futurama, Puppy Dog Pals, Teen Titans Go! y Monsters at Work.
Sus comerciales para la Miller Brewing Company y para el equipo Milwaukee Admirals de la American Hockey League fueron muy populares en su época por su particular estilo del humor. De hecho una publicidad para la cerveza Miller Lite dio nacimiento a la frase "Uecker's seats" ["asientos de Uecker"], la cual se usa popularmente para referirse a los asientos más alejados del campo de juego en un estadio, donde la visión de lo que está pasando con los equipos es complicada o directamente imposible (en la popular pieza, Uecker aparece siendo reubicado por un acomodador de un estadio de un asiento de las primeras filas a una de las últimas).

## Enfermedad y muerte
El 27 de abril de 2010, Uecker anunció que se perdería entre 10 y 12 semanas de la temporada de béisbol de 2010 debido a una cirugía cardíaca. Su válvula aórtica y una parte de su raíz aórtica fueron reemplazadas con éxito cuatro días después, y volvió a transmitir para los Cerveceros el 23 de julio.  El 14 de octubre de 2010, los Cerveceros anunciaron que Uecker volvería a someterse a una cirugía cardíaca, esta vez para reparar un desgarro en el lugar del reemplazo de su válvula.
A Uecker le diagnosticaron Cáncer de pulmón de células pequeñas en 2023.  El 16 de enero de 2025, 10 días antes de su cumpleaños 91, Uecker falleció en Menomonee Falls, Wisconsin.